# Парфений (Нарольский)
Архимандри́т Парфе́ний (в миру Климент Васильевич Нарольский; ок. 1737, село Савры — 14 ноября 1813) — архимандрит Русской православной церкви

## Биография
Родился ок. 1737 года в семье священника села Савры Рязанской епархии.
В 1758 году окончил Рязанскую духовную семинарию. В 1762 году окончил Московскую Славяно-греко-латинскую академию, в которой 1762 году принял монашеский постриг.
В 1762 году назначен учителем философии в Рязанскую духовную семинарию. С 1766 года — учитель богословия там же.
В 1772—1780 годы — ректор Рязанской духовной семинарии и архимандрит Рязанского Солотчинского монастыря.
С 1780 года — ректор Костромской духовной семинарии и архимандрит Богоявленского монастыря. С 1786 года выпускники Костромской духовной семинарии стали направляться в высшие учебные заведения. В 1797 году уволен от должности ректора.
Кроме того, в 1792—1800 годы был строителем Авраамиева Городецкого монастыря.
В 1802 году — строитель Тихонова Луховского монастыря Костромской епархии. В 1809 уволен от должности настоятеля Богоявленского монастыря.
Личную библиотеку завещал библиотеке Костромского Успенского кафедрального собора.
Скончался 14 ноября 1813 года. Похоронен на Спасо-Запрудненском кладбище.